# Phare du Texas Maritime Museum
Le phare du Texas Maritime Museum (en anglais : Aransas Pass Light), est un phare situé à  côté du Musée maritime de Rockport dans le comté d'Aransas au Texas. 

## Description
Le phare est une tour carrée de 14,5 m de haut, avec une large galerie d’observation, un toit pyramidal et une petite lanterne au sommet. La tour est peinte en noir avec une marque de jour trapézoïdale blanche sur la face avant. La salle d'observation est peinte en blanc et son toit est rouge. Son feu à occultations émet, à une hauteur focale de 13 m, un flash rapide blanc par seconde. Sa portée n'est pas connue.
C'est un ajout construit en 2003 au musée qui abrite des expositions liées aux phares du Texas. Il se situe près du port nautique de Rockport, à l’ouest de la baie d’Aransas. Le musée et la tour sont ouverts tous les jours sauf le lundi (entrée payante).
Identifiant : ARLHS : USA-1247 ; USCG : 4-39010 - Admiralty : J ?.

### Lien connexe
- Liste des phares du Texas